# Netzpolitik.org
netzpolitik.org je německojazyčný investigativní blog věnující se digitálním právům a digitální kultuře. Pokrývá například témata masového sledování, otevřeného software, ochrany dat a soukromí nebo síťové neutrality.